# Brian Monteith
Brian Monteith est un homme politique britannique.
En 2019 il est élu député européen du Parti du Brexit.

## Carrière politique
Monteith a été élu au Parlement écossais comme membre de la liste du Parti conservateur écossais pour la circonscription Moyenne Écosse et Fife aux Élections parlementaires écossaises de 1999. Après son élection au Parlement écossais Monteith s'est acquis une réputation de disciple thatchérien du Secrétaire d'État pour l'Écosse Michael Forsyth. Plus tard, il se fit l'avocat de la dévolution de davantage de pouvoirs financiers au Parlement écossais et voulut changer la direction idéologique et stratégique de son parti.
Lors des élections européennes de 2019, la candidature de Monteith a été controversée quand il est apparu qu'il a donné une adresse en France à Trévien (Tarn) comme résidence principale dans son dossier de candidature, et a refusé de dire s'il établirait résidence dans l'Angleterre du Nord-Est s'il était élu,.